# Trofeo Alberto Vannucci
Il Trofeo Alberto Vannucci è una corsa in linea femminile di ciclismo su strada che si disputa in Toscana, in Italia, ogni anno nel mese di marzo ed è classificata 1.3.

## Albo d'oro
| Anno | Vincitrice           | Seconda              | Terza                |
| ---- | -------------------- | -------------------- | -------------------- |
| 2010 | Giorgia Bronzini     | Monia Baccaille      | Rasa Leleivytė       |
| 2011 | Monia Baccaille      | Valentina Scandolara | Elisa Longo Borghini |
| 2012 | Susanna Zorzi        | Malgorzata Jasinska  | Polona Batagelj      |
| 2013 | Valentina Scandolara | Alena Amjaljusik     | Julija Martisova     |